# ایرینا اسلوتسکایا
ایرینا اسلوتسکایا (روسی: Ирина Эдуардовна Слуцкая؛ IPA: [ɪˈrʲinə ɛdʊˈardəvnə ˈsɫutskəjə] ()؛ زادهٔ ۹ فوریهٔ ۱۹۷۹) اسکیت‌باز نمایشی اهل روسیه است.
وی همچنین برندهٔ جوایزی همچون نشان دوستی شده‌است.